# Systemy oznaczeń samolotów Japońskiej Cesarskiej Marynarki Wojennej
System oznaczeń samolotów Japońskiej Cesarskiej Marynarki Wojennej.

## Długi system oznaczeń
Długi system oznaczeń samolotów Japońskiej Cesarskiej Marynarki Wojennej stosowany był w latach 1921–1945. Używano dwóch wersji tego systemu: w latach 1921–1942 samoloty otrzymywały bardzo opisowe i szczegółowe oznaczenia określające ich datę wprowadzenia do służby, pod koniec 1942 system został częściowo zmodyfikowany i liczba określająca rok wprowadzenia do służby została zastąpiona nazwą samolotu.

### Oznaczenia Shi
Począwszy od 1931 roku wszystkie samoloty zamawiane przez Marynarkę otrzymywały oznaczenie „Shi” i liczbę określającą kolejny rok panowania na tronie cesarza Japonii. W czasie używania tego systemu na tronie zasiadał począwszy od 1926 cesarz Hirohito, a więc samoloty zamówione na przykład w 1932 otrzymywały oznaczenie 7-Shi (siódmy rok panowania cesarza), a w roku 1940 - 15-Shi (piętnasty rok panowania cesarza). W celu odróżnienia od siebie różnych projektów rozpoczętych w tym samym roku, samoloty otrzymywały także krótkie oznaczenie opisowe, na przykład wodnosamolot zamówiony w 1932 w zakładach Kawanishi nazywał się początkowo Eksperymentalny wodnosamolot rozpoznawczy marynarki 7-Shi. System był używany do zakończenia wojny, zamówione w 1945 samoloty nosiły oznaczenie 20-Shi.

### Długie oznaczenia produkcyjne
Począwszy od 1921 większość samolotów marynarki otrzymywała długie oznaczenie zawiewające w sobie rok rozpoczęcia produkcji danej maszyny (wzór), jej krótki opis oraz kolejny model produkcyjny. W latach 1921–1929 wzór bazował na kolejnych latach panowania na tronie cesarza Japonii, pomiędzy 1921-26 były to lata 10-15 okresu Taishō, a pomiędzy 1927-28 były to lata 2-3 okresu Shōwa. Począwszy od 1929 numer określający wzór samolotu pochodził od dwóch ostatnich cyfr roku kalendarza japońskiego z wyjątkiem samolotów których produkcję rozpoczęto w japońskim roku 2600 (1940 w kalendarzu juliańskim) które otrzymały oznaczenie wzoru „0”.
Aby odróżnić od siebie samoloty, których produkcję rozpoczęto w tym samym roku, do ich wzoru dodawano także krótkie oznaczenie opisowe, np. Łódź Latająca Marynarki wz. 2 (Kawanishi H8K), której produkcję seryjną rozpoczęto w 1942.
W celu odróżnienia poszczególnych modeli, samoloty posiadały dodatkowe oznaczenia wskazujące na kolejne wersje produkcyjne. Początkowo używano do tego pojedynczej cyfry, np. „model 1”, z mniejszymi zmianami produkcyjnymi oznaczanymi jako np. „model 1-1”. Pod koniec lat 30. wprowadzono dwucyfrowy system, w którym pierwsza cyfra oznaczała kolejną wersję płatowca samolotu, a druga cyfra oznaczała numer kolejny użytych silników. Pierwsza wersja produkcyjna nosiła oznaczenia „model 11” (pierwsza wersja płatowca, pierwsza wersja silników). Jeżeli w następnej wersji zmodyfikowano tylko kadłub czy skrzydła samolotu, nosiła ona oznaczenia „model 21”; jeżeli zmieniono tylko silniki, to druga wersja nosiła oznaczenie „model 12”, a jeżeli zmodyfikowano zarówno płatowiec jak i silniki samolotu, to druga wersja nosiła oznaczenie „Model 22”.
Niewielkie modyfikacje oznaczane były japońskimi znakami systemu jikkan: Ko, Otsu, Hei, Tei, Bo, Ki, Ko, Shin, Jin i Ki (pierwszy i siódmy znak różnią się w kanji) po oznaczeniu wersji samolotu. Zazwyczaj używane były tylko pierwsze cztery znaki, w zapisie zachodnim do ich odzwierciedlenia używane są zazwyczaj litery od „a” do „j”.
Przykładowo, jedna z wersji produkcyjnych japońskiego myśliwca znanego popularnie jako „Zero” nosiła krótkie oznaczenia „A6M5c” (myśliwiec pokładowy, szósty samoloty tego typu, Mitsubishi, piąta wersja produkcyjna, trzecia modyfikacja) oraz długie oznaczenie „Myśliwiec pokładowy marynarki wzór 0 model 52 hei” (Myśliwiec pokładowy marynarki wzór 0 model 52c) - myśliwiec pokładowy, początek produkcji 1940, piąta wersja kadłuba/skrzydeł, druga wersja silnika, trzecia modyfikacja.
Pod koniec 1942 zdecydowano, że system oznaczeń wskazujący na rok rozpoczęcia produkcji dawał zbyt wiele informacji przeciwnikowi i zamiast wzoru samoloty otrzymały nazwy. Przykładowo bombowiec Yokosuka D4Y3 w nowym systemie znany był jako Bombowiec Pokładowy Marynarki Suisei Model 33.

## Krótki system oznaczeń
Krótki system oznaczeń samolotów Japońskiej Cesarskiej Marynarki Wojennej wprowadzony był pod koniec lat 20. XX wieku. System był wzorowany na systemie US Navy. Stosowano w nim litery alfabetu łacińskiego. Oznaczenie samolotu składało się z następujących symboli:
- Litery oznaczającej kategorię samolotu (np. myśliwiec, bombowiec itd)
- Liczby oznaczające kolejny model samolotu tej kategorii[7]. Dana liczba może być użyta więcej niż raz w przypadku samolotów różnych producentów zaprojektowanych według jednego zamówienia Marynarki (np. E11A, E11K)
- Litery oznaczającej producenta
- Liczby oznaczającej wersję samolotu
- W niektórych przypadkach dodatkowej litery oznaczającej modyfikację danego modelu (np. A6M5c)
- W rzadkich przypadkach dodatkowej litery po myślniku oznaczającej nową funkcję dla danego samolotu (np. N1K1-J lądowa wersja myśliwca-wodnosamolotu)

Lista liter oznaczających funkcję samolotu:
- A – myśliwiec pokładowy
- B – bombowiec pokładowy, także pokładowy samolot bombowo-torpedowy
- C – zwiadowczy, pokładowy z podwoziem kołowym
- D – pokładowy bombowiec nurkujący
- E – wodnosamolot zwiadowczy
- F – wodnosamolot obserwacyjny
- G – samolot bombowy (torpedowo-bombowy) lądowy (nie przystosowany do lądowania na lotniskowcu)
- H – łódź latająca
- J – samolot myśliwski lądowy (nie przystosowany do lądowania na lotniskowcu)
- K – samolot szkolny
- L – samolot transportowy
- M – wodnosamolot specjalnego przeznaczenia
- MX – samolot specjalnego przeznaczenia
- N – wodnosamolot myśliwski
- P – samolot bombowy
- Q – samolot patrolowy
- R – zwiadowczy lądowy (nie przystosowany do lądowania na lotniskowcu)
- S – myśliwiec nocny

Lista liter oznaczająca producentów:
- A – Aichi
- B – Boeing
- C – Consolidated
- D – Showa, Douglas
- G – Hitachi, Grumman
- H – Hiro, Hawker
- He – Heinkel
- J – Nippon Kogaga, Junkers
- K – Kawanishi, Kinner
- M – Mitsubishi
- N – Nakajima
- P – Nihon
- S – Sasebo
- Si – Showa
- V – Seversky, Vought-Sikorsky
- W – Watanabe, Kyushu
- Y – Yokosuka
- Z – Mizuno

Importowane lub budowane licencyjnie samoloty przyjęte na służbę otrzymywały takie same oznaczenia jak samoloty japońskie (np. A7He1).  niejapońskie samoloty zakupione jedynie w celach doświadczalnych były oznaczane literą „X” w miejscu pierwszej cyfry (np. AXHe1).
System okazał się funkcjonalny, pozwalając na prostsze jednoznaczne zidentyfikowanie w dokumentach samolotu, niż poprzedni długi system oznaczeń samolotów, i od 1933 roku był stosowany także dla oznaczania samolotów nieprzyjętych jeszcze do służby, badanych lub zamówionych przez marynarkę.

## Nazwy samolotów
Aż do 1943 samoloty nie otrzymywały żadnych oficjalnych nazw i z niewielkimi wyjątkami Marynarka potępiała używanie przez marynarzy nazw do określania własnych samolotów. Od tej reguły istniały bardzo nieliczne wyjątki do których należał np. Mitsubishi G4M popularnie nazywany Hamaki („cygaro”) ze względu na kształt kadłuba. Stosowane były także potocznie nazwy skrótowe, np. myśliwiec Mitsubishi A6M nazywany był Reisen, co było skrótem od oficjalnego długiego oznaczenia Rei-shiki kanjō-sentōki (myśliwiec pokładowy wzór 0).
Począwszy od 1943 oficjalne stanowisko Marynarki uległo zmianie i wszystkie samoloty otrzymały nazwy, zazwyczaj przyznawane według następującego klucza, który jednak nie zawsze był przestrzegany:
- Myśliwce – nazwy zjawisk meteorologicznych
  - Myśliwce pokładowe i wodnosamoloty – kończące się na pu i fu (wiatry)
  - Myśliwce przechwytujące bazowania lądowego – kończące się na den (błyskawice)
  - Myśliwce nocne – kończące się na ko (światło)
- Samoloty torpedowe, szturmowe – nazwy gór
- Samoloty rozpoznawcze, zwiadowcze – nazwy chmur
- Samoloty bombowe – nazwy gwiazd (sei) lub konstelacji (za)
- Samoloty patrolowe – nazwy mórz i oceanów
- Samoloty transportowe – nazwy nieba
- Samoloty szkolne – nazwy drzew, roślin i kwiatów
- Inne – nazwy cech pejzaży